# Petru Aaron
Petru Aaron (Aron) OSBM, imię zakonne Paweł (ur. w 1709 w Bistrej, zm. 9 marca 1764 w Baia Mare) – siedmiogrodzki biskup katolicki obrządku grecko-rumuńskiego diecezji Făgăraș z siedzibą w Blaju.

## Życie
Nauki pobierał w miejscowości Roșia Montană, a następnie odbył studia teologiczne w rzymskim kolegium oo. bazylianów. Tam też 30 lipca 1742 przyjął święcenia kapłańskie.
Po powrocie do Siedmiogrodu został doradcą biskupa Făgăraș Inocențiu Micu-Kleina, w 1745 wikariuszem generalnym, a w 1747, po wyjeździe biskupa Micu-Klein do Rzymu, wikariuszem apostolskim. Od 1752 był biskupem tytularnym i rządcą diecezji – jego konsekracja odbyła się w Peczu.
Jako biskup prowadził ożywioną działalność administracyjno-kościelną i kulturalną. Zorganizował kapitułę i konsystorz diecezji, zwołał w niej synod. W swoim pałacu biskupim założył seminarium duchowne i drukarnię, a w Blaju szkołę dla trzystu uczniów. Jest też autorem utworów o charakterze pastoralnym i teologicznym.

## Dzieła
Do najważniejszych utworów Petru Aarona należą:
- Epistola consolatoria ex divinitus inspiratis Scripturis, 1761
- Definitio et exordium s. oecimenicae synodi Florentinae, 1762
- Institutio docrinae christiane, 1764